# 小球棘冠螺
小球棘冠螺（学名：Angaria sphaerula）是棘冠螺科棘冠螺属的一种。

## 分佈
主要分布于台湾，常栖息在潮下带上部到30米深的区域以及岩礁上。